# Национальный музей фотографии (Копенгаген)
Национальный музей фотографии Дании (дат. Det Nationale Fotomuseum, København) — государственный художественный музей, расположенный на острове Слотсхольмен в центре датского города Копенгаген; был основан в 1996 году, а с 1999 года размещается в комплексе зданий королевской библиотеки «Den Sorte Diamant» (букв. чёрный бриллиант), где занимает площадь в 520 м² на этаже «К»; постоянная коллекция содержит более 50 000 произведений датских и зарубежных фотографов.

## История и описание
Датский национальный музей фотографии (Det Nationale Fotomuseum) был основан в 1996 году; три года спустя он переехал в помещение, которое занимает сегодня — музей разместился в масштабном комплексе зданий «Черный бриллиант», построенном в 1999 в стиле неомодерн. Музейное собрание основано на коллекциях Королевской библиотеки Дании, собиравшихся в XX веке. С момента изобретения фотографии в середине XIX века, фотографическая коллекция стала частью библиотечного собрания: первыми предметами в коллекции стали фотографии, которые включались в печатные книги. Позже коллекция индивидуальных фотографий появилась в фондах: как благодаря пожертвованиям, так и в результате приобретений. В 1902 году коллекция была структурно и организационно включена в отдел карт и изображений, созданный незадолго до этого.
В начале 1950-х годов библиотечная администрация стала вкладывать значительные средства в создание «всеобъемлющей» коллекции фотографий; фотоколлекция значительно выросла в период руководства Бьёрна Очнера, являвшегося одним из первых в Дании историков фотографии. В итоге, к моменту открытия отдельного музея, коллекция Королевской библиотеки содержала около 18 миллионов фотографических изображений. Фотографии, имеющие особое историческое или художественное значение, стали основой музейного собрания.
Коллекции музея, в который было передано около 100 000 единиц хранения, охватывают как датскую, так и международную фотографию: с момента ее изобретения и до наших дней. «Пионерские» работы XIX века получили особенно широкое представление в музейных залах — музейная администрация полагает, что датское собрание дагеротипов является самой крупной в Скандинавии. Экспозиции музея, как правило, основаны на его собственной коллекции, которая, однако, часто дополняется займами от художников или других специализированных учреждений. Музей проводит временные выставки — как тематические или групповые, так и персональные (конкретных фотографов). Так в 2019—2020 годах в музейных залах проходила масштабная ретроспектива работ датского фотохудожника Келда Хелмера-Петерсена (1920—2013).